# Dutch Beer Challenge
De Dutch Beer Challenge (DBC) is een jaarlijkse biercompetitie in Nederland, waarvan de eerste editie plaats vond in 2015. De wedstrijd wordt georganiseerd door Becomev en Stichting Dutch Beer Challenge, met sponsoring van Mitra. Tijdens de Dutch Beer Challenge beoordelen onafhankelijke bierexperts en -keurmeesters uit Nederland en het buitenland Nederlandse bieren in verschillende categorieën, zoals 'Blond', 'Amber Ale' en 'Innovatie'. Deelnemende brouwerijen kunnen bronzen, zilveren en gouden medailles winnen.

## Doelstelling
De doelstelling van de Dutch Beer Challenge is het bevorderen van de Nederlandse biercultuur door een professionele wedstrijd te organiseren waarin brouwers hun bieren laten beoordelen door een onafhankelijke jury. Dit biedt consumenten een kwaliteitslabel en helpt brouwers hun naamsbekendheid en verkoop te vergroten.

## Beoordeling
Bieren worden blind geproefd door een internationale jury en beoordeeld op uiterlijk, geur, smaak, stijlvastheid en vakmanschap. Bieren ontvangen gouden, zilveren of bronzen medailles, en de beste goudenmedaillewinnaar krijgt de Mitra Award als 'Beste Bier van Nederland'. Alle brouwers krijgen feedback via een juryrapport. Er zijn categorieën voor traditionele stijlen zoals pils, IPA en stout, evenals een categorie voor innovatieve bieren die niet binnen de gebruikelijke stijlen vallen.

## Organisatie
De Dutch Beer Challenge is een initiatief van de Stichting Dutch Beer Challenge en wordt georganiseerd door Becomev (Beer Communication Events), die ook verantwoordelijk is voor de Brussels Beer Challenge. Het evenement ontvangt voornamelijk ondersteuning van Mitra als hoofdsponsor.
De volgende personen zijn betrokken bij de stichting en het evenement:
- Fedor Vogel: Voorzitter van de Stichting Dutch Beer Challenge, betrokken bij Bier! magazine en Birdy Publishing.
- Rick Kempen: Secretaris van de Stichting Dutch Beer Challenge, werkzaam bij Bier&cO.
- Marco Philipsen: Penningmeester van de Stichting Dutch Beer Challenge, verbonden aan Mitra.
- Henri Reuchlin: Lid van de Stichting Dutch Beer Challenge, actief bij BIERburo.
- Luc De Raedemaeker: Directeur van de Brussels/Dutch Beer Challenge, werkzaam bij Becomev en het tijdschrift Bier Grand Cru.
- Thomas Costenoble: General Manager bij Becomev en het tijdschrift Bier Grand Cru.

## Edities
De Dutch Beer Challenge begon in 2015 in Rotterdam en groeide in de daaropvolgende jaren. In 2016 groeide het aantal inzendingen tot meer dan 200 bieren. In 2017 werden 297 bieren beoordeeld, en de editie van 2019 omvatte 441 bieren. Door de coronapandemie werden de resultaten van 2020 online bekendgemaakt. In 2021 en 2022 werden recordaantallen ingezonden, met respectievelijk meer dan 530 en 550 bieren.

## Winnaars 'Beste Bier van Nederland'
De Mitra Award voor het 'Beste Bier van Nederland' werd in alle edities toegekend.
| Jaar | Bier             | Brouwerij                      |
| ---- | ---------------- | ------------------------------ |
| 2015 | Jopen Mooie Nel  | Jopen Bier                     |
| 2016 | Gajes            | Bruut Bier                     |
| 2017 | Bloedbroeder     | Brouwerij Kompaan              |
| 2018 | Nightporter      | Bronckhorster Brewing Company  |
| 2019 | La Trappe Tripel | Bierbrouwerij de Koningshoeven |
| 2020 | 150 Watt         | Stadsbrouwerij Eindhoven       |
| 2021 | Meander          | Nevel Artisan Ales             |
| 2022 | De Weldoener     | Brouwerij Maallust             |
| 2023 | Gooisch Zwart    | Gooische Bierbrouwerij         |
| 2024 | Bavaria Pilsener | Royal Swinkels                 |
| 2025 | Slotbier Blond   | Stichting Slotbier op Seyst    |